# Jungle Fever
Pour les articles homonymes, voir Jungle Fever (homonymie).
Pour plus de détails, voir Fiche technique et Distribution.
Jungle Fever est un film américain réalisé par Spike Lee et sorti en 1991.
Jungle Fever est présenté au festival de Cannes 1991 en compétition officielle. Il reçoit de bonnes critiques, notamment pour la prestation de Samuel L. Jackson. C'est également un succès commercial.

## Synopsis
Flipper Purify (Wesley Snipes) est architecte afro-américain de Harlem. En plus d'avoir parfaitement réussi sa carrière, il vit heureux en ménage avec Drew (Lonette McKee). Ils ont une fille. Il entame cependant une relation extra-conjugale avec Angela « Angie » Tucci (Annabella Sciorra), sa secrétaire intérimaire, une italo-américaine. Tout est remis en question. Drew le chasse du domicile et sa liaison provoque un scandale, entretenu par des préjugés raciaux. Son amour pour Angela n'y résiste pas et Flipper revient vers sa femme.

## Fiche technique
Sauf indication contraire, les informations mentionnées dans cette section peuvent être confirmées par la base de données cinématographiques IMDb,  présente dans la section « Liens externes ».
- Titre original et français : Jungle Fever
- Réalisation et scénario : Spike Lee
- Musique : Terence Blanchard, chansons de Stevie Wonder
- Photographie : Ernest R. Dickerson
- Décors : Wynn Thomas
- Costumes : Ruth E. Carter
- Montage : Samuel D. Pollard
- Producteur : Spike Lee
- Société de production : 40 Acres & A Mule Filmworks
- Distribution : Universal Pictures (Etats-Unis), United International Pictures (France)
- Budget : 14 millions de dollars[1]
- Format : couleur - 1.85:1 - 35 mm - son Dolby SR
- Pays de production :  États-Unis
- Langue originale : anglais
- Genre : drame
- Durée : 132 minutes
- Dates de sortie[2] :
  - France : 16 mai 1991 (festival de Cannes)
  - France : 5 juin 1991
  - États-Unis, Canada : 7 juin 1991

## Distribution
- Wesley Snipes (VF : Lionel Henry) : Flipper Purify, architecte
- Annabella Sciorra (VF : Marie Vincent) : Angela « Angie » Tucci, secrétaire intérimaire, puis maîtresse de Flipper
- Spike Lee (VF : Pascal Légitimus) : Cyrus, ami de Flipper, enseignant
- Ossie Davis (VF : Robert Liensol) : M. Purify « le révérend », ex-pasteur, père de Flipper
- Ruby Dee (VF : Claudie Chantal) : Lucinda Purify, mère de Flipper
- Lonette McKee (VF : Annie Balestra) : Drew Purify, épouse de Flipper
- Samuel L. Jackson (VF : Pascal Renwick) : « Gator » Purify, frère ainé de Flipper, toxicomane
- John Turturro (VF : Michel Mella) : Paulie Carbone, fiancé d'Angie
- Anthony Quinn (VF : Henry Djanik) : Lou Carbone, père de Paulie, veuf
- Frank Vincent (VF : Patrick Préjean) : Mike Tucci, père d'Angie, veuf
- Michael Imperioli (VF : Stefan Godin) : James Tucci, frère d'Angie
- Debi Mazar (VF : Nathalie Spitzer) : Denise
- Theresa Randle (VF : Virginie Ledieu) : Inez
- Halle Berry (VF : Maïk Darah) : Vivian
- Nicholas Turturro (VF : David Krüger) : Vinny
- Michael Badalucco (VF : Yves Barsacq) : Frankie Botz
- Tim Robbins (VF : Patrick Borg) : Jerry, employeur de Flipper
- Brad Dourif (VF : Jean-Luc Kayser) : Leslie
- Miguel Sandoval : l'officier de police Ponte

## Production

### Attribution des rôles
Le rôle d'Angie Tucci est tout d'abord proposé à Marisa Tomei. Elle est cependant prise par le tournage de Mon cousin Vinny. Le rôle revient donc à Annabella Sciorra.
Jungle Fever marque les débuts au cinéma de Halle Berry et Queen Latifah.
Rick Aiello et Miguel Sandoval reprennent leurs rôles respectifs des policiers Long et Ponte, présents dans Do the Right Thing (1989).
Denzel Washington était pressenti pour jouer le rôle de Flipper Purify.

### Tournage
Le tournage a lieu de août à décembre 1990. Il se déroule à New York, notamment à Brooklyn (Bensonhurst, South Central Brooklyn) et Harlem (Sylvia's Restaurant, Strivers' Row).

### Bande originale
En plus des compositions de Terence Blanchard, Stevie Wonder enregistre des chansons inédites pour le film. La bande originale, Jungle Fever, sort sur le label Motown en mai 1991, avant même la sortie du film.

## Accueil

### Accueil critique
Jungle Fever reçoit globalement des critiques positives, particulièrement pour la performance de Samuel L. Jackson dans le rôle d'un toxicomane au crack Gator, parfois considéré comme son meilleur rôle,,,. Sur l'agrégateur américain Rotten Tomatoes, il récolte 81% d'opinions favorables pour 48 critiques et une note moyenne de 6,98⁄10. Sur Metacritic, il obtient une note moyenne de 78⁄100 pour 24 critiques.

### Box-office
Le film connait également un succès commercial, en récoltant plus de 43 millions de dollars au box-office mondial, pour un budget de 14 millions.
| Pays ou région    | Box-office      | Date d'arrêt du box-office | Nombre de semaines |
| ----------------- | --------------- | -------------------------- | ------------------ |
| États-Unis Canada | 32 482 682 $    | 18 juillet 1991            | 6                  |
| France            | 265 796 entrées | -                          | -                  |
| Total mondial     | 43 882 682 $    | -                          | -                  |

## Distinctions

### Récompenses
- ASCAP Awards 1992 : meilleure chanson d'un film pour "Gotta Have You" de Stevie Wonder[13]
- Festival de Cannes 1991 : prix du meilleur second rôle masculin pour Samuel L. Jackson, mention spéciale au Prix du jury œcuménique
- National Board of Review 1991 : Top 10 films
- New York Film Critics Circle Awards 1991 : meilleur acteur dans un second rôle pour Samuel L. Jackson
- Kansas City Film Critics Circle Awards 1992 : meilleur acteur dans un second rôle pour Samuel L. Jackson

### Nominations
- Festival de Cannes 1991 : en compétition pour la Palme d'or
- Chicago Film Critics Association Awards 1992 : meilleur réalisateur pour Spike Lee, meilleur acteur dans un second rôle pour Samuel L. Jackson, meilleure actrice dans un second rôle pour Halle Berry
- Grammy Awards 1992 : meilleure chanson écrite spécifiquement pour un film ou la télévision pour "Gotta Have You" de Stevie Wonder

## Autour du film
Spike Lee dédie son film à la mémoire de Yusef Hawkins, un jeune Afro-Américain de 16 ans tué en août 1989 dans le quartier de Bensonhurst, à une époque de grandes tensions raciales à New York, notamment après l'affaire de la joggeuse de Central Park en avril 1989,.
Spike Lee déclare s'être inspiré de la mort de Marvin Gaye pour la relation entre le révérend docteur Purify et « Gator ».

### Sortie vidéo
Jungle Fever ressort en DVD et DVD/Blu-ray le 7 juillet 2020 édité par Elephant FIlms, avec en complément un livret signé Stephen Sarrazin (32 pages), une analyse par Régis Dubois et un making-of du film (8').